# ديفيد أتشيسون
ديفيد رايس أتشيسون (بالإنجليزية: David Rice Atchison) هو أحد رؤساء الولايات المتحدة الأمريكية والذي اشتهر بتسلمه هذا المنصب ليوم واحد قضى معظمه نائمًا دون أن يعلم، وكان ذلك في 4 آذار 1849. ولد ديفيد في 11 آب 1807 وتوفي عام في 26 كانون الثاني 1886 تسلم منصب عضو مجلس الشيوخ من ولاية ميسوري وشغل منصب الرئيس المؤقت لمجلس الشيوخ في الولايات المتحدة لمدة ست سنوات.
كان أتشيسون يملك العديد من العبيد والمزارع، وكان يعد أحد أبرز الناشطين المؤيدين للعبودية، كان ضالعاً بشكل كبير مع أحداث العنف التي قامت لإلغاء عقوبة الإعدام وغيرها من الحركات المؤيدة للحرية من خلال أحداث (نزيف كانساس).

## النشأة
ولد أتشيسون لأبيه وليام أتشيسون في فروغ تاون سميت في وقت لاحق (كيرك ليفينغتون/Kirklevington)، والتي هي الآن جزء من ولاية كنتاكي. تلقى تعليمه في جامعة ترانسيلفانيا في لكسينغتون، حيث شملت زملائه خمسة من أعضاء مجلس الشيوخ الديمقراطي المستقبل (سولومون داونز لويزيانا، جيسي برايت من انديانا، جورج دبليو جونز من أيوا، إدوارد هانغن من انديانا، و جيفرسون ديفيس من ميسيسيبي).

## روابط خارجية
- ديفيد أتشيسون على موقع إن إن دي بي (الإنجليزية)